# 川村 (熊本県)
川村（かわむら）は、熊本県球磨郡にあった村。

## 歴史
- 1889年4月1日 - 柳瀬村、深水村、川辺村が合併して発足。
- 1956年9月1日 - 四浦村と合併して相良村となり、消滅